# وكالة الأنباء الفيدرالية (فينا)
وكالة الأنباء الفيدرالية للبوسنة والهرسك أو فينا (البوسنية: Federalna novinska agencija - الصربية: Федерална новинска агенција) هي وكالة الأنباء الوطنية المملوكة لحكومة اتحاد البوسنة والهرسك.

## وصلات خارجية
- الموقع الرسمي